# Eisbrecher (альбом)
Eisbrecher — дебютний альбом німецького гурту Eisbrecher.

## Список композицій
1. «Polarstern» (Polar Star) — 2:32
2. «Herz Steht Still» (Heart Stands Silent) — 3:55
3. «Willkommen im Nichts» (Welcome to Nothing) — 4:08
4. «Schwarze Witwe» (Black Widow) — 3:52
5. «Ruhe» (Peace) — 0:57
6. «Angst?» (Fear?) — 4:17
7. «Fanatica» — 3:22
8. «Taub — Stumm — Blind» (Deaf — Dumb — Blind) — 5:14
9. «Dornentanz» (Thorn Dance) — 4:14
10. «Hoffnung» (Hope) — 2:17
11. «Eisbrecher» (Icebreaker) — 4:04
12. «Frage» (Question) — 4:20
13. «Zeichen der Venus» (Sign of the Venus) — 4:09
14. «Mein Blut» (My Blood) — 4:24
15. «Sakrileg 11» (Sacrilege 11) — 4:22
16. «Fanatica (Club Mix)» — 5:15

## Чарти
| Чарт (2004)                 | Місце |
| --------------------------- | ----- |
| Deutsche Alternative Charts | 13    |